# Плотина (Ярославская область)
Плотина — деревня в Гаврилов-Ямском районе Ярославской области. Входит в состав Великосельского сельского поселения, являясь центром Плотинского сельского округа и колхоза «Колос».

## География
Граничит с деревней Шалава. Соседствует с Улыбино (Кирпичики), Романцево-Гагаринское, Прилесье (Чертаково), Сидельницы и Вострицево.

## Население
| 2007 | 2010 |
| ---- | ---- |
| 160  | ↘154 |

Население на 1 января 2007 года — 160 человек.

Данные переписи 1897 года
Согласно переписным листам. в 1897 году в деревне проживало 245 человек: 126 мужчин (54 % — грамотные) и 119 женщин (18 % — грамотные). В деревне было около 37 домов, из них 6 принадлежали семье Карповых, 4 — Безруковых, 3 — Монаховых, 3 — Вытчиковых.
Большая часть населения занималась земледелием, помимо этого, 27 человек работали на фабрике, 3 — нянями, 2 — кухарками. В деревне были 2 сапожника и портной.

## Инфраструктура
Имеется магазин.

## Транспорт
Находится у трассы Р79 Ярославль-Иваново. Остановка общественного транспорта «Плотина».